# Praia do Pântano do Sul

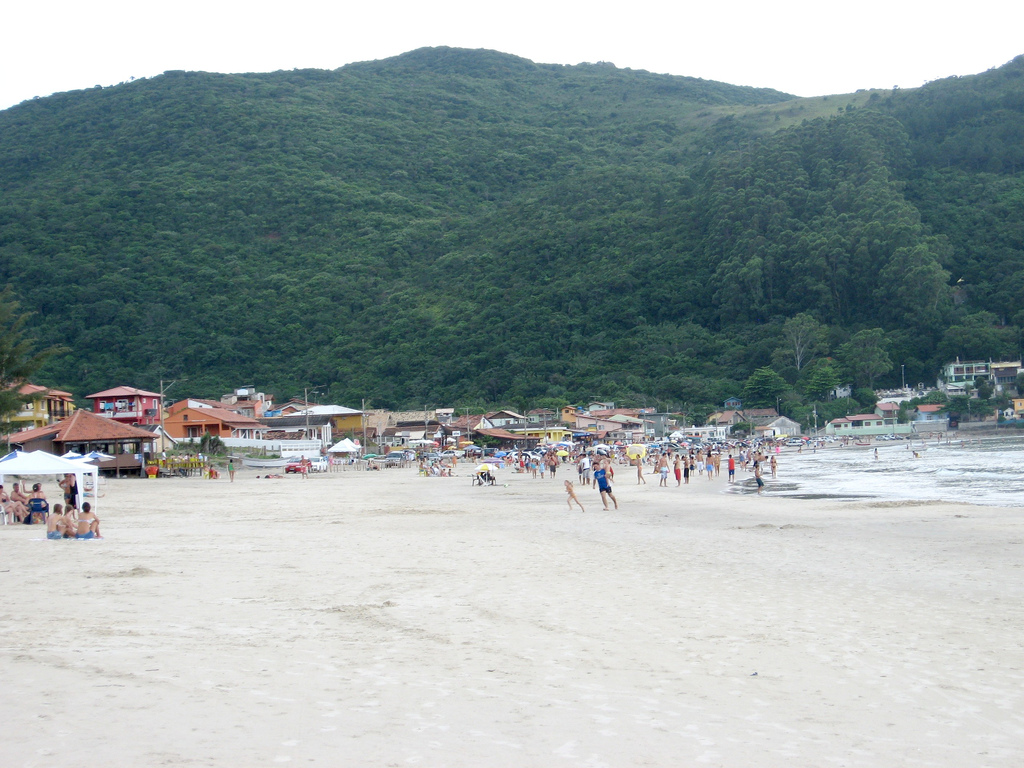
Praia do Pântano do Sul

Praia do Pântano do Sul is een strand aan de zuidelijke zijde van het eiland Santa Catarina. Het is gelegen in de buurt Pântano do Sul van de gemeente Florianópolis in het zuiden van Brazilië.
Het strand is een zandstrand en de buurt is een typisch portret van de voormalige koloniën van de traditionele vissers in Florianópolis. Er zijn diverse restaurants die gespecialiseerd zijn in vis.